# Harry Burgess
Harry Burgess (Alderley Edge, 20 agosto 1904 – Wilmslow, 6 ottobre 1957) è stato un calciatore inglese, di ruolo attaccante.

## Carriera

### Club
Ha giocato per tutta la carriera nel campionato inglese.

### Nazionale
Ha collezionato 4 presenze con la maglia della propria Nazionale.